# 3563 Canterbury
3563 Canterbury là một tiểu hành tinh vành đai chính với cận điểm quỹ đạo là 2.6828106 AU. Nó có độ lệch tâm là 0.1763592 và chu kỳ quỹ đạo là 1706.2179036 ngày (4.67 năm).
Canterbury có vận tốc quỹ đạo trung bình là 17.81462866 km/s và độ nghiêng quỹ đạo là 6.94642°.
Thlà mộtsteroid was được phát hiện ngày 23 tháng 3 năm 1985 bởi Alan C. Gilmore và Pamela M. Kilmartin, both from University of Canterbury in New Zealand.